# Aleucanitis inepta
Aleucanitis inepta là một loài bướm đêm trong họ Noctuidae.